# 富士吉田市
富士吉田市（日语：／ Fujiyoshida shi */?）為日本山梨縣東南部的城市，也是富士五湖地方的中心都市。境內南端即為富士山的山頂。

## 地理
富士吉田市坐落在富士山脚下，整座城市建造在火山熔岩流之上。當地被认为是日本海拔最高的城市（海平面之上652-755米），山中湖和河口湖分别位于富士吉田市的南方和北方，这两座湖與本栖湖、精进湖與西湖並稱為富士五湖。

#### 相鄰自治體
- 山梨縣
  - 都留市
  - 南都留郡西桂町、忍野村、山中湖村、鳴澤村、富士河口湖町
- 靜岡縣
  - 駿東郡小山町

## 友好城市
- 美国科羅拉多州科罗拉多泉 （1962年）
- 法國上萨瓦省霞慕尼 （1978年）

## 觀光景點

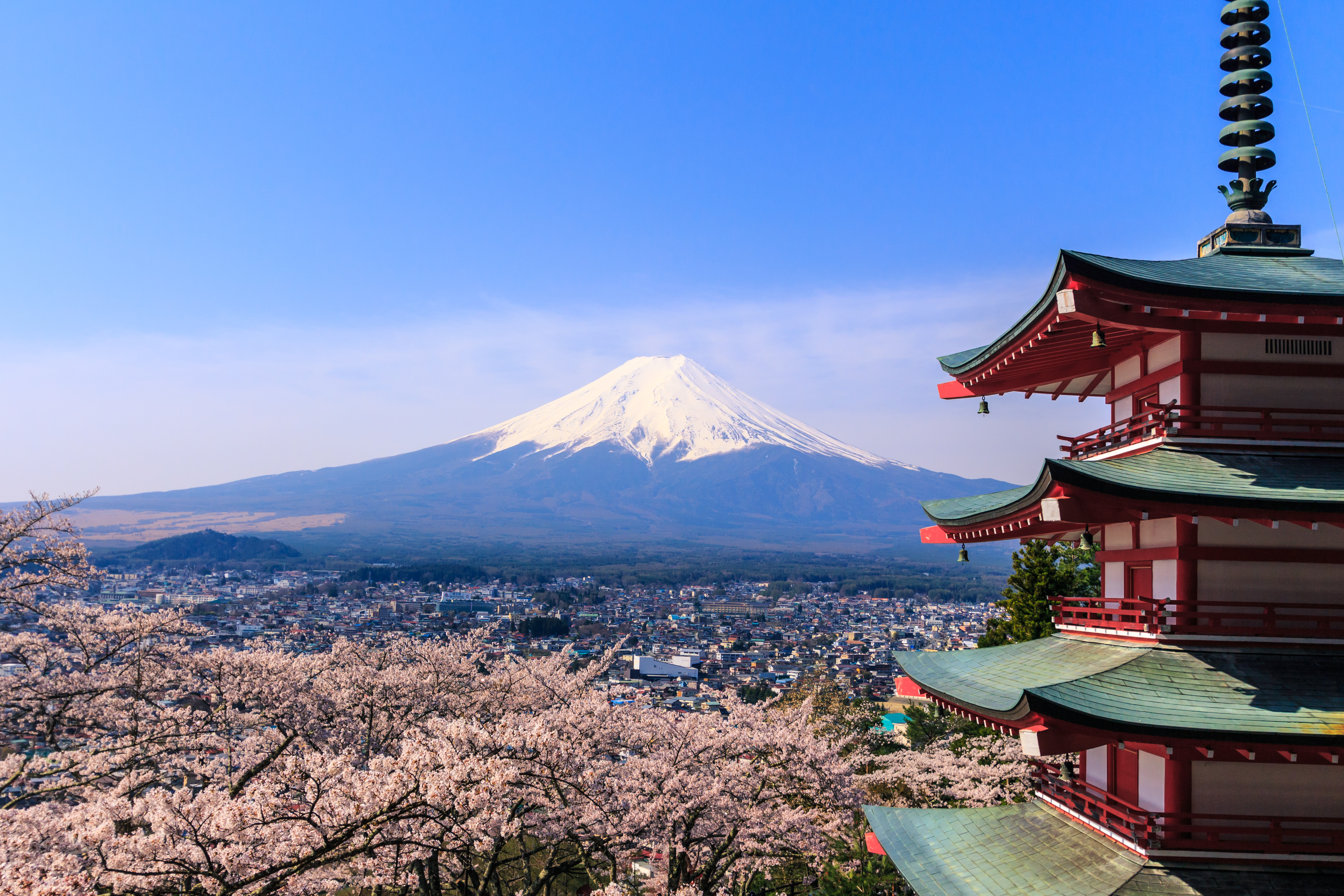
新倉山淺間公園

新倉山淺間公園是觀看富士山的最佳地点之一，忠灵塔则是一座为纪念和平而建的现代化宝塔，從忠霊塔上可以俯瞰整座富士吉田市和富士山景觀。

## 外部連結
- 山梨縣富士吉田市 （页面存档备份，存于）